# Parafia Matki Boskiej Częstochowskiej w Żeroniach
Parafia Matki Boskiej Częstochowskiej – parafia rzymskokatolicka znajdująca się w archidiecezji łódzkiej w dekanacie tuszyńskim.

## Historia

### Kościół
Kościół został erygowany przez abp łódzkiego Wincentego Tymienieckiego 6 sierpnia 1929 r.
Na miejscu starego kościoła w 1983 r. rozpoczęto budowę nowego w stylu zakopiańskim, zaprojektowanego przez arch. Macieja Zatorskiego. Ściany niskie, dach stromy pokryty blachą, sklepienie wyłożone drewnem świerkowym, w dachu okna trójkątne. Zakończenie budowy w 1989 r. Poświęcony w 1989 r. przez bpa Władysława Ziółka.

Ołtarz główny w stylu neobarokowym, wykonany w Poznaniu w 1929 r. Ołtarz soborowy w stylu neobarokowym, przerobiony z dawnego ołtarza bocznego. Organy elektroniczne, zakupione w 1985 r. Dzwony spiżowe wykonane w pracowni w Przemyślu: „Maryja” – 700 kg; „Józef-Izydor” – 220 kg, ufundowane przez parafian. Witraże wykonane przez ks. Tadeusza Żurawskiego SDB z Łodzi. Droga Krzyżowa – płaskorzeźby gipsowe, kolorowe, ufundowane w 1993 r., meble dębowe, oświetlenie – żyrandole, kinkiety mosiężne, nagłośnienie, nowe granitowe prezbiterium.

## Proboszczowie
- ks. Czesław Patrycy (1929–1930)
- ks. Władysław Chojnacki (1930–1933)
- ks. Jan Kasprowicz (1933–1934)
- ks. Roch Łaski (1934–1945)
- ks. Wincenty Chmiel (1946–1947)
- ks. Adam Bąkowicz (1947–1949)
- ks. Stanisław Bott (1949–1953)
- ks. Adam Bakura (1953–1957)
- ks. Henryk Rogowski (1957–1962)
- ks. Stanisław Wieteska (1962–1965)
- ks. Stanisław Socha (1965–1967)
- ks. Stanisław Zalewski (1967–1969)
- ks. Zygmunt Kilijanek (1969–1971)
- ks. Jan Grotek (1971–1977)
- ks. Roman Sobaczyński (1977–1980)
- ks. Józef Stachniak (1980–1986)
- ks. Krzysztof Kołodziejczyk (1986–1988)
- ks. Jerzy Serwik (1988–1998)
- ks. Jan Bieda (1998–2003)
- ks. Stanisław Broda (2003–2009)
- ks. kan. Dariusz Chlebowski (2009–2016)
- ks. Krzysztof Kowalski (2016–2017)
- ks. Mariusz Kuligowski (2017–2020)
- ks. Adam Kubik (2020–)

## Kaplice na terenie parafii
- Kaplica pw. św. Jana Chrzciciela w Dziwlach

## Wspólnoty parafialne
- Żywa Róża
- Rada Parafialna
- Koło Przyjaciół Radia Maryja